# Hypoderma qinghaiensis
Hypoderma qinghaiensis är en tvåvingeart som beskrevs av Ran 1982. Hypoderma qinghaiensis ingår i släktet Hypoderma och familjen styngflugor. Inga underarter finns listade i Catalogue of Life.